# Epimyrma bernardi
Epimyrma bernardi é uma espécie de formiga da família Formicidae. É endémica da Espanha.